# St. Antonius (Rimmels)

St. Antonius (Rimmels)

Die römisch-katholische Filialkirche St. Antonius ist ein denkmalgeschütztes Kirchengebäude, das in Rimmels steht, einem Ortsteil von Nüsttal im Landkreis Fulda (Hessen). Die Filialkirche St. Antonius der Einsiedler gehört zur Pfarrei St. Peter und Paul in Hofaschenbach im Pastoralverbund St. Benedikt Hünfelder Land im Dekanat Hünfeld-Geisa des Bistums Fulda.

## Beschreibung
1656 wird erstmals die Kapelle des heiligen Antonius genannt, die 1711 erneuert wurde. Die heutige neugotische Saalkirche wurde 1886 erbaut. Das Kirchenschiff hat einen dreiseitigen Abschluss im Osten. Der mit einem achtseitigen, schiefergedeckten, spitzen Helm bedeckte Kirchturm ist im Westen zentral in das Kirchenschiff eingestellt. 1973 wurde nach Norden ein Anbau angefügt. Die Orgel mit 8 Registern, einem Manual und einem Pedal wurde 1888 von Heinrich Hahner gebaut, 1923 von den Gebrüdern Späth umgebaut und 1974 von Hey Orgelbau umgesetzt.